# Shani Tarashaj
Shani Tarashaj (n. a Hausen am Albis, 7 de febrer de 1995) és un exfutbolista suís que jugava en la demarcació de davanter.

## Internacional
Després de jugar en les files de les categories inferiors, finalment el 25 de març de 2016 va debutar amb la selecció de futbol de Suïssa en un partit amistós conra Irlanda que va finalitzar amb un resultat d'1-0 a favor del combinat irlandès després del gol de Ciaran Clark en el segon minut de partit. A més va formar part de la selecció que va representar Suïssa en l'Eurocopa 2016.